# Mahal·la
La mahal·la és un terme àrab (àrab: محلة, maḥalla) per a barri i per a campament, emprat en alguns països com el Iemen per indicar la divisió administrativa de ciutats i pobles en barris o districtes. Adaptat a altres llengües (bengalí: মহল্লা, môhollā; hindi: मोहल्ला; urdú: محلہ, mōhallā; persa: محله, mahalleh; àzeri: Məhəllə; albanès: mahallë, mahalla, mëhallë o mëhalla; búlgar: махала; rus: Махалля́ o Махалла́; uzbek: mahalla; turc otomà: محله, mahalle; serbocroat: mahala/махала; romanès: mahala; grec: μαχαλάς, mahalas; macedònic: маало, maalo, o маала, maala; romaní: mahala; aromanès: mãhãlã), indica també una subdivisió administrativa menor o un barri als Balcans, al sud i l'oest d'Àsia i als països de l'antiga Unió Soviètica.

## Etimologia
El mot àrab és un nom de lloc del verb hal·la, حل, ‘desfer’, ‘deslligar’ i, per extensió, ‘aturar-se’, ‘parar en un lloc’, ‘acampar’, i significa ‘lloc on es fa una parada’ o ‘lloc on s'acampa’, és a dir ‘campament’ o ‘(lloc de) parada’ i, per extensió, ‘barri’.
Amb el significat etimològic de campament, dona nom a diverses ciutats i viles. A Egipte un centenar de llocs duen aquest nom, acompanyat d'un adjectiu o un nom propi, com ara la ciutat d'al-Mahalla al-Kubra, literalment ‘el Gran Campament’.

## Mahal·lacom a barri
Un dels significats principals de mahal·la és barri i amb aquest sentit va ser adoptada pel turc otomà, el persa i l'urdu. A l'Índia el terme va derivar en els termes mahall, ‘pavelló d'un palau’, i, al Rajasthan, mahal, palau.

### Iemen
Al Iemen la mahal·la és la divisió administrativa més petita d'un poble, als districtes rurals, equivalent a la hara o barri de les ciutats als districtes urbans.

### Iraq
Des d'època abbàssida, Bagdad es dividia en nombroses mahal·les o barris tal com explica, per exemple, Ibn Battuta a la seva Rihla. És a partir d'aquest fet que el govern iraquià va establir les mahal·les com una subdivisió dels grans districtes municipals (hayy sukní) en què es divideix la capital iraquiana. Les mahal·les reuneixen entre 2.400 i 3.600 habitants i haurien de comptes amb alguns serveis públics o socials mínims com ara una escola primària i una de secundària, un mercat o un centre de salut primària.

### Imperi Otomà
A l'Imperi Otomà la mahalle era la més petita entitat administrativa, formada per una comunitat religiosa agrupada al voltant de la seva mesquita, església o sinagoga, segons fos el cas, i dirigida per un cap religiós.

### Països de l'antiga Unió Soviètica
A partir de la mahalle otomana, a Rússia i altres països de l'exUnió Soviètica una mahal·la és una comunitat islàmica constituïda al voltant d'una mesquita, amb un paral·lelisme clar amb la parròquia cristiana. L'imam de la mesquita és considerat el cap espiritual de la mahal·la. Les mahal·les estan subordinades directament a un muhtassibat, unitat territorial superior subjecte a l'autoritat d'un múhtassib.

### Nord d'Àfrica
L'arabista Dozy va veure en el nom dels calls jueus del nord d'Àfrica, anomenats mallah, una metàtesi de mahal·la, però la majoria d'autors no comparteixen aquesta opinió.

## Mahal·lacom a campament
Al Màgrib s'ha preservat el significat originari de campament temporal, amb el seu plural àrab amhal. A més, per extensió, el terme també designa les tropes en campanya a l'interior del territori que, encara que només sigui nominalment, depèn de la sobirania de qui les comanda o de qui ha nomenat el comandant, normalment l'hereu al tron o algun altre membre de la família regnant. Aquest nou significat ja està documentat en època hàfsida a Tunísia. Des d'aquella època tant a Tunísia com al Marroc s'organitzaven periòdicament expedicions d'aquesta mena que rebien, també, aquest nom.

### Tunísia
A Tunísia la mahal·la, que els francesos, arran del protectorat, anomenaven mehalla, estava formada principalment per tropes de lleva, més o menys forçosa, entre les tribus. L'expedició sortia de la capital, Tunis, cerimonialment i eren rebudes amb honor per les tribus que, tanmateix, acostumaven a odiar la presència al seu territori del campament, ja que estaven obligades a mantenir les tropes en campanya. En aquest sentit, la mahal·la era un instrument de govern, amb tres funcions clares: consolidar l'autoritat del sobirà sobre les províncies, assegurar el cobrament de les taxes i reprimir les revoltes o la insubordinació dels caps locals. Si l'expedició es desenvolupava normalment, era un simple passeig militar, però sovint el cobrament d'impostos era contestat i requeria més que una simple demostració de força; aleshores, la mahal·la s'establia en el territori rebel i pressionava la població. Quan apareixien problemes seriosos d'oposició, aleshores es duien a terme operacions militars pròpiament dites contra els rebels, com va passar en 1864 al Sahel tunisià.

### Marroc
Al Marroc les mahal·les complien la mateixa funció que a Tunísia, però amb la diferència que una bona part del territori escapava totalment al control del sultà marroquí, per la qual cosa aquest es veia obligat a organitzar-ne una cada cop que, des de Fes o Meknès, les seves capitals, volia anar a la seva capital meridional, Marràqueix passant per Rabat. En general, la mahal·la marroquina comprenia elements dels tres cossos de l'exèrcit regular marroquí, als quals s'afegien contingents formats per membres de les tribus sotmeses al sultà, anomenats harka. Aquestes tropes formaven l'avantguarda i exploraven el territori a creuar; després els seguien les tropes regulars, que protegien el monarca, precedit per portaestendards i músics. Els campaments seguien una distribució jeràrquica, amb el sultà al centre, amb les seves esposes i eunucs, voltat per les tendes de ministrers, secretaris i músics i, al cercle exterior, les tropes. Tot de mercaders acompanyaven aquestes expedicions, que muntaven un mercat cada cop que s'establia el campament, ja que l'aprovisionament de l'expedició no era assegurat de forma regular. L'aprovisionament teòricament havia d'anar a càrrec de les tribus el territori de les quals es creuava, però no era estrany que el que aquestes fornien no fos suficient, tot i els sacrificis de la població sotmesa a aquesta obligació, que podia quedar en la misèria. Nogensmenys, molts preferien resistir-se, encara que això pogués provocar que el campament de la mahal·la s'instal·lés al seu territori i posés en risc els seus ramats i cultius.